# Supernatural: Origins
Supernatural: Origins è un fumetto in sei parti che funge da prequel della serie televisiva Supernatural. 

## Personaggi
- John Winchester
- Dean Winchester
- Sam Winchester
- Missouri Moseley
- Ellen Harvelle
- Doc Benton

## Trama
Dopo aver assistito impotente alla morte della moglie Mary e con due figli, Sam e Dean, a carico, John Winchester chiede aiuto alla sensitiva Missouri Moseley per scoprire l'identità della cosa che ha ucciso la moglie. 
La donna indaga sulla sua casa e dice a John che dovrà sacrificare una parte di se stesso per saperne di più e gli strappa via l'unghia con una pinza. Alla fine, trova un segugio infernale, che è l'animale domestico del demone che ha ucciso sua moglie. Incontra un esperto "Cacciatore", che lo addestrerà, e in una successiva rissa, suo cognato viene assassinato.

## Produzione
Supernatural: Origins è stato annunciato per la prima volta in un'intervista con TV Guide.
Il fumetto è scritto dal produttore della serie Peter Johnson e disegnato da Matthew Dow Smith, anche se il primo numero presenta una storia di backup del famoso scrittore dei DC Comics Geoff Johns, con art di Phil Hester. La serie limitata si concentra sulle avventure di John Winchester, in quanto padre, anche se i giovani Dean e Sam sono anch'essi presenti.
Le copertine sono disegnate da diversi artisti, tra cui Tim Sale.